# Lijst van Zuid-Afrikaanse vuurtorens
Dit is een lijst van Zuid-Afrikaanse vuurtorens. De lijst bevat zowel actieve, als historisch belangrijke vuurtorens.
| Vuurtoren                        | Locatie                                            | Coördinaten                    | Installatie      | Installatie       | Soort toren                                               | Hoogte van toren | ALN   | Opmerkingen |
| -------------------------------- | -------------------------------------------------- | ------------------------------ | ---------------- | ----------------- | --------------------------------------------------------- | ---------------- | ----- | --- |
| Anglo-American Gebouwvuurtoren   | Durban (Waterfront), KwaZoeloe-Natal               |                                |                  |                   |                                                           |                  |       | |
| Ou Bluffvuurtoren                | Durban, KZN                                        | 29° 52′ 40″ ZB, 31° 03′ 50″ OL | 23 januari 1869  | 23 januari 1869   | 24 m, gietijzer                                           | 89m              |       | Uit dienst genomen op 16 oktober 1940, later afgebroken                                                        |
| Kaap Agulhasvuurtoren            | Kaap Agulhas, West-Kaap                            | 34° 49′ 8″ ZB, 20° 00′ 33″ OL  | 1 maart 1849     | 1 maart 1849      | 27 m                                                      | 31 m HW          | D6370 | Nationaal monument Provinciaal erfenisterrein                                                                  |
| Kaap Columbinevuurtoren          | Paternoster, West-Kaap                             | 32° 48′ 39″ ZB, 17° 51′ 23″ OL | 1 oktober 1936   | 1 oktober 1936    | 15 m gemetseld                                            | 80 m HW          | D5810 | [ 9 ] |
| Hangklipvuurtoren                | Valsbaai, West-Kaap                                | 34° 23′ 11″ ZB, 18° 49′ 42″ OL | 25 november 1960 | 25 november 1960  | 22 m beton                                                | 34 m HW          | D6280 | [ 3 ] |
| Kaap Hermesvuurtoren             | Port St Johns, Oost-Kaap                           | 31° 38′ 6″ ZB, 29° 33′ 23″ OL  | 1 mei 1903       | 16 oktober 1904   | 13 m steen                                                | 55 m             | D6442 | [ 12 ] |
| Kaap Infantavuurtoren            | Overberg, West-Kaap                                | 34° 28′ 19″ ZB, 20° 50′ 47″ OL | 15 maart 1979    | 15 maart 1979     | 15 m aluminium-tralietoren                                | 53 m MSL         | D6371 | [ 13 ] |
| Kaap Morganvuurtoren             | Morganbaai, Oost-Kaap                              | 32° 42′ 26″ ZB, 28° 21′ 55″ OL | 5 februari 1964  | 5 februari 1964   | 12 m aluminium                                            | 60 m             | D6434 | [ 14 ] |
| Kaappuntvuurtoren (Diaspunt)     | Kaapse Schiereiland, West-Kaap                     | 34° 21′ 24″ ZB, 18° 30′ 0″ OL  | 11 maart 1919    | 11 maart 1919     | 9 m gemetseld                                             | 87 m HW          | D6120 | [ 15 ] [ 16 ]                                                                                                  |
| Kaappuntvuurtoren (Kaap Maclear) | Kaapse Schiereiland, West-Kaap                     | 34° 21′ 14″ ZB, 18° 29′ 24″ OL | 1 mei 1860       | 1 mei 1860        | 8 m gietijzer                                             | 249 m            |       | Niet meer actief sinds 1919.                                                                                   |
| Cape Recife Lighthouse           | Port Elizabeth, Oost-Kaap                          | 34° 01′ 44″ ZB, 25° 42′ 4″ OL  | 1 april 1851     | 1 april 1851      | 24 m gemetseld                                            | 28 m             | D6390 | [ 19 ] |
| Cape Seal Lighthouse             | Plettenbergbaai, West-Kaap                         | 34° 06′ 28″ ZB, 23° 24′ 23″ OL | 11 mei 1950      | 11 mei 1950       | 6 m                                                       | 146 m            | D6384 | [ 13 ] |
| Kaap Sint Blaizevuurtoren        | Mosselbaai, West-Kaap                              | 34° 11′ 9″ ZB, 22° 09′ 25″ OL  | 15 maart 1864    | 15 maart 1864     | 20,5 gemetseld                                            | 73 m             | D6378 | [ 21 ] |
| Kaap St. Lucia-vuurtoren         | Umkhanyakude, KZN                                  | 28° 30′ 54″ ZB, 32° 24′ 0″ OL  | 15 december 1906 | 1915              | 8 m gietijzer                                             | 113 m            | D6484 | [ 22 ] [ 23 ] [ 24 ]                                                                                           |
| Cape St. Martin Lighthouse       | Sint Helenabaai, West-Kaap                         | 32° 42′ 53″ ZB, 17° 55′ 19″ OL | 12 december 1977 | 12 december 1977  | 10 m aluminium tralietoren                                | 18 m             | D5801 | [ 25 ] |
| Kaap Vidalvuurtoren              | Cape Vidal, Umkhanyakude, KZN                      | 28° 08′ 52″ ZB, 32° 33′ 11″ OL | 8 juli 1895      | 8 juli 1895       | 23 m beton                                                | 64,5 m MSL       | D6485 | geel geverfd                                                                                                   |
| Castle Point Lighthouse          | Oost-Londen, Oost-Kaap                             |                                | 25 augustus 1860 | 25 augustus 1860  | hout                                                      |                  |       | buiten dienst gesteld in 1895                                                                                  |
| Cooper Light                     | Durban (Brighton Beach), KZN                       | 29° 56′ 5″ ZB, 31° 00′ 15″ OL  | 31 juli 1953     | 31 juli 1953      | 21 m beton                                                | 134 m            | D6458 | [ 28 ] |
| Danger Pointvuurtoren            | Gansbaai, West-Kaap                                | 34° 37′ 49″ ZB, 19° 18′ 11″ OL | 1 januari 1895   | 1 januari 1895    | gemetseld                                                 | 45 m             | D6320 | [ 29 ] |
| Dasseneilandvuurtoren            | Dasseneiland, West-Kaap                            | 33° 25′ 54″ ZB, 18° 05′ 22″ OL | 15 april 1893    | 15 april 1893     | 28 m ijzer                                                | 47 m             | D5860 | [ 31 ] |
| Deal Light Lighthouse            | aan de monding van de Papenkuils rivier, Oost-Kaap | 33° 54′ 56″ ZB, 25° 36′ 52″ OL | 1 november 1973  | 1 november 1973   | 22 m aluminium-tralietoren                                | 26,9 m           | D6400 | [ 32 ] |
| Doringbaaivuurtoren              | Doringbaai, West-Kaap                              | 31° 49′ 0″ ZB, 18° 14′ 0″ OL   | 2 april 1963     | 2 april 1963      | 21 m aluminium tralietoren                                | 36 m             | D5734 | [ 34 ] |
| Durnford Lighthouse              | Port Durnford Forestry Reserve, KZN                | 28° 55′ 0″ ZB, 31° 55′ 30″ OL  | 1 maart 1916     | 1 maart 1916      | 12 m staal                                                | 49 m             | D6482 | [ 36 ] |
| Great Fish Lighthouse            | Port Alfred, Oost-Kaap                             | 33° 31′ 10″ ZB, 27° 06′ 34″ OL | 1 juli 1898      | 1 juli 1898       | 9 m gemetseld                                             | 85 m             | D6416 | [ 37 ] |
| Vuurtoren van Groenpunt          | Groenpunt, West-Kaap                               | 33° 54′ 4″ ZB, 18° 24′ 2″ OL   | 12 april 1824    | 12 april 1824     | 16 m gemetseld                                            | 20 m HW          | D5900 | Nationaal monument en Provinciaal erfenisterrein                                                               |
| Green Point Lighthouse           | Umzinto, KZN                                       | 20° 14′ 56″ ZB, 30° 46′ 39″ OL | 1905             | 1905              | 21 m gietijzer                                            | 86 m             | D6454 | [ 41 ] [ 42 ]                                                                                                  |
| Groenriviermondvuurtoren         | Noord-Kaap                                         | 30° 51′ 53″ ZB, 17° 34′ 49″ OL | 21 november 1988 | 21 november 1988  | 17,2 m beton                                              | 27,3 m           | D5720 | [ 43 ] |
| The Hill Lighthouse              | Port Elizabeth, Oost-Kaap                          |                                | 1 juni 1861      | 1 juni 1861       |                                                           |                  |       | Buiten dienst sinds 31 oktober 1973                                                                            |
| Hondeklipbaaivuurtoren           | Hondeklipbaai, Noord-Kaap                          | 30° 18′ 31″ ZB, 17° 16′ 18″ OL | 15 februari 1936 | 15 februari 1956  | 8 m staal                                                 | 29 m             | D5704 | [ 34 ] |
| Hood Pointvuurtoren              | Oost-Londen, Oost-Kaap                             | 33° 02′ 26″ ZB, 27° 53′ 55″ OL | 4 juni 1895      | 4 juni 1895       | 19 m gemetseld                                            | 55 m             | D6420 | [ 44 ] |
| Ifafa Beach Lighthouse           | KZN                                                | 30° 27′ 47″ ZB, 30° 39′ 8″ OL  | 4 februari 1980  | 4 februari 1980   | 23 m                                                      | 35,1 m MSL       | D6452 | [ 45 ] |
| Jesser Point Lighthouse          | Sodwanabaai, KZN                                   | 27° 32′ 41″ ZB, 32° 33′ 41″ OL | april 1986       | april 1986        | beton                                                     | 61 m MSL         | D6486 | [ 26 ] |
| M'bashe Point Lighthouse         | Oost-Kaap                                          | 32° 14′ 27″ ZB, 28° 54′ 54″ OL | 3 december 1926  | 3 december 1926   | 14 m tralie-staaltoren                                    | 47 m             | D6438 | [ 46 ] |
| Milnertonvuurtoren               | Milnerton, West-Kaap                               | 33° 52′ 53″ ZB, 18° 29′ 19″ OL | 10 maart 1960    | 10 maart 1960     | 21 m beton                                                | 28 m             | D5910 | [ 48 ] |
| Mouillepuntvuurtoren             | Mouillepunt, Kaapstad, West-Kaap                   | 33° 54′ 0″ ZB, 18° 25′ 19″ OL  | 1 juli 1842      | 1865              |                                                           |                  |       | Buiten gebruik gesteld in 1908, afgebroken rond 1921.                                                          |
| North Head Lighthouse            | Saldanhabaai, West-Kaap                            | 33° 03′ 0″ ZB, 17° 54′ 42″ OL  | 12 juli 1939     | 2 december 1969   | 21 m aluminium                                            | 33 m             | D5830 | [ 33 ] [ 51 ]                                                                                                  |
| North Sand Bluffvuurtoren        | Port Edward, KZN                                   | 31° 03′ 24″ ZB, 30° 13′ 33″ OL | 17 juli 1968     | 1999              | 21 m aluminium-tralietoren, vervangen door een betontoren | 38 m             | D6448 | Oorspronkelijk een aluminium tralietoren en in gebruik genomen in 1968. In 1999 vervangen door een betontoren. |
| Port Nollothvuurtoren            | Port Nolloth, Noord-Kaap                           | 29° 14′ 58″ ZB, 16° 52′ 8″ OL  | 1909             | 1909              | 11 m aluminium-tralietoren                                | 17 m             | D5660 | [ 22 ] |
| Port Shepstonevuurtoren          | Umzinkulurivier mond, KZN                          | 30° 44′ 30″ ZB, 30° 27′ 33″ OL | 1895             | ~1905             | 8 m gietijzer                                             | 24 m             | D6450 | [ 37 ] |
| Quoin Pointvuurtoren             | Kaapse Suidkus, West-Kaap                          | 34° 46′ 50″ ZB, 19° 38′ 25″ OL | 2 maart 1955     | oktober 1990      | 21 m staal                                                | 32 m             | D6332 | [ 50 ] |
| Richardsbaaivuurtoren            | Richardsbaai, KZN                                  | 28° 46′ 30″ ZB, 32° 07′ 41″ OL | 22 mei 1979      | 22 mei 1979       | 11 m beton                                                | 72 m MSL         | D6483 | [ 36 ] |
| Robbeneilandvuurtoren            | Robbeneiland, West-Kaap                            | 33° 48′ 52″ ZB, 18° 22′ 29″ OL | 1 januari 1865   | 1 januari 1865    | 18 m gemetseld                                            | 47 m             | D5870 | [ 55 ] |
| Roman Rockvuurtoren              | Simonstad, West-Kaap                               | 34° 10′ 54″ ZB, 18° 27′ 42″ OL | 1845             | 16 september 1861 | gietijzer                                                 | 17 m HW          | D6140 | [ 58 ] |
| Seal Pointvuurtoren              | Cape St. Francis, Oost-Kaap                        | 34° 12′ 45″ ZB, 24° 50′ 12″ OL | 4 juli 1878      | 4 juli 1878       | 27,75 m gemetseld                                         | 36 m             | D6386 | Nationaal monument Provinciaal erfenisterrein Constructie begonnen in 1875.                                    |
| Slangkopvuurtoren                | Kommetjie, Kaapstad, West-Kaap                     | 34° 08′ 55″ ZB, 18° 19′ 12″ OL | 4 maart 1919     | 4 maart 1919      | 33 m ijzer                                                | 41 m HW          | D6110 | [ 62 ] |
| South Head Lighthouse            | Saldanhabaai, West-Kaap                            | 33° 06′ 19″ ZB, 17° 57′ 18″ OL | 2 december 1969  | 2 december 1969   | 21 m aluminium                                            | 34 m             | D5831 | [ 51 ] |
| South Sand Lighthouse            | Oost-Kaap                                          | 31° 19′ 38″ ZB, 29° 57′ 41″ OL | 21 augustus 1931 | 21 augustus 1931  | 21 m staal                                                | 82 m             | D6446 | [ 54 ] |
| Tugela Lighthouse                | KZN                                                | 29° 13′ 20″ ZB, 31° 30′ 16″ OL | 22 november 1972 | 22 november 1972  | 21 m aluminium-tralietoren                                | 36 m             | D6481 | [ 45 ] |
| Umhlanga Rocksvuurtoren          | Umhlanga Rocks, KZN                                | 29° 43′ 42″ ZB, 31° 05′ 18″ OL | 25 november 1954 | 25 november 1954  | 21 m beton                                                | 25 m             | D6480 | [ 14 ] |
| Voëleilandvuurtoren              | Voëleiland, Algoabaai, Oost-Kaap                   | 33° 50′ 30″ ZB, 26° 17′ 14″ OL | 1 december 1852  | 1 mei 1873        | 26 m gemetseld                                            | 30 m             | D6412 | De Doddington gestrand in 1755 bij het eiland.                                                                 |
| Ystervarkpuntvuurtoren           | Kaapse Zuidkust, West-Kaap                         | 34° 23′ 26″ ZB, 21° 43′ 5″ OL  | 4 augustus 1964  | 4 augustus 1964   | 21 m aluminium                                            | 51 m             | D6374 | [ 48 ] |

## Galerij

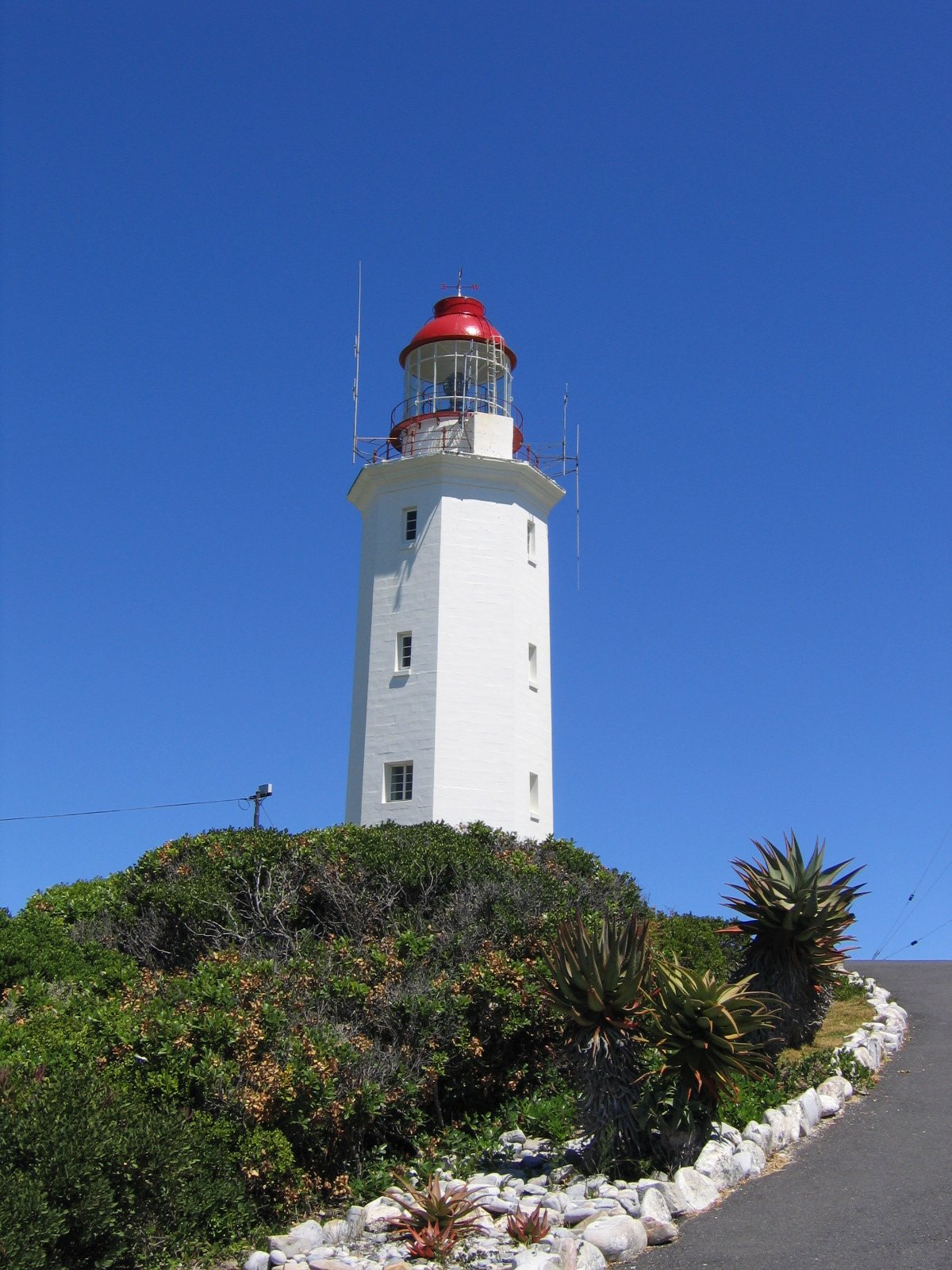
Danger Pointvuurtoren
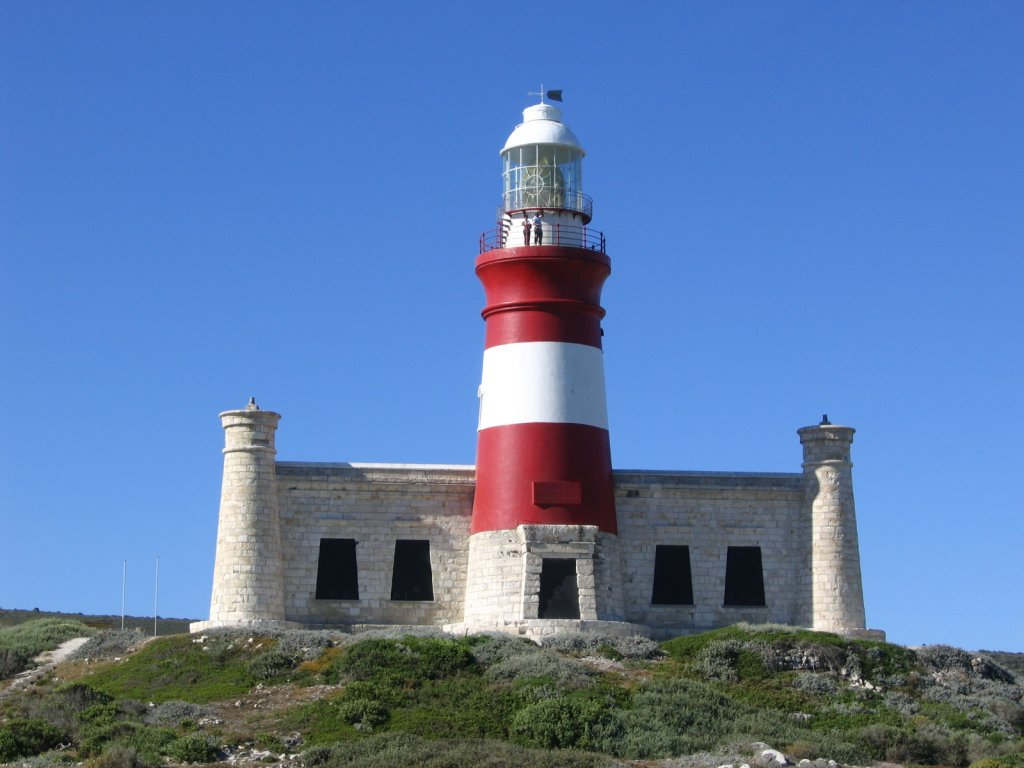
Kaap Agulhasvuurtoren
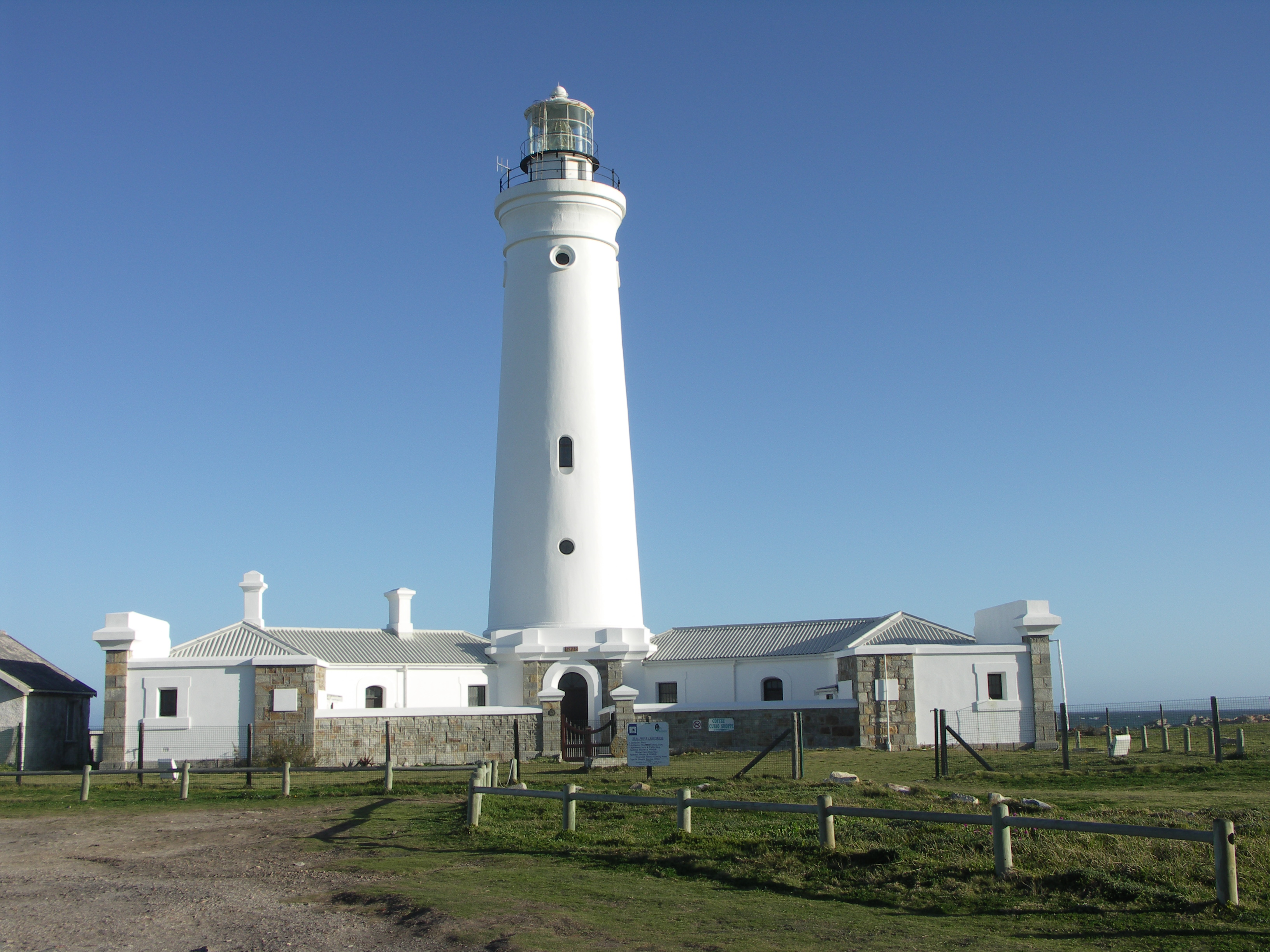
Seal Pointvuurtoren
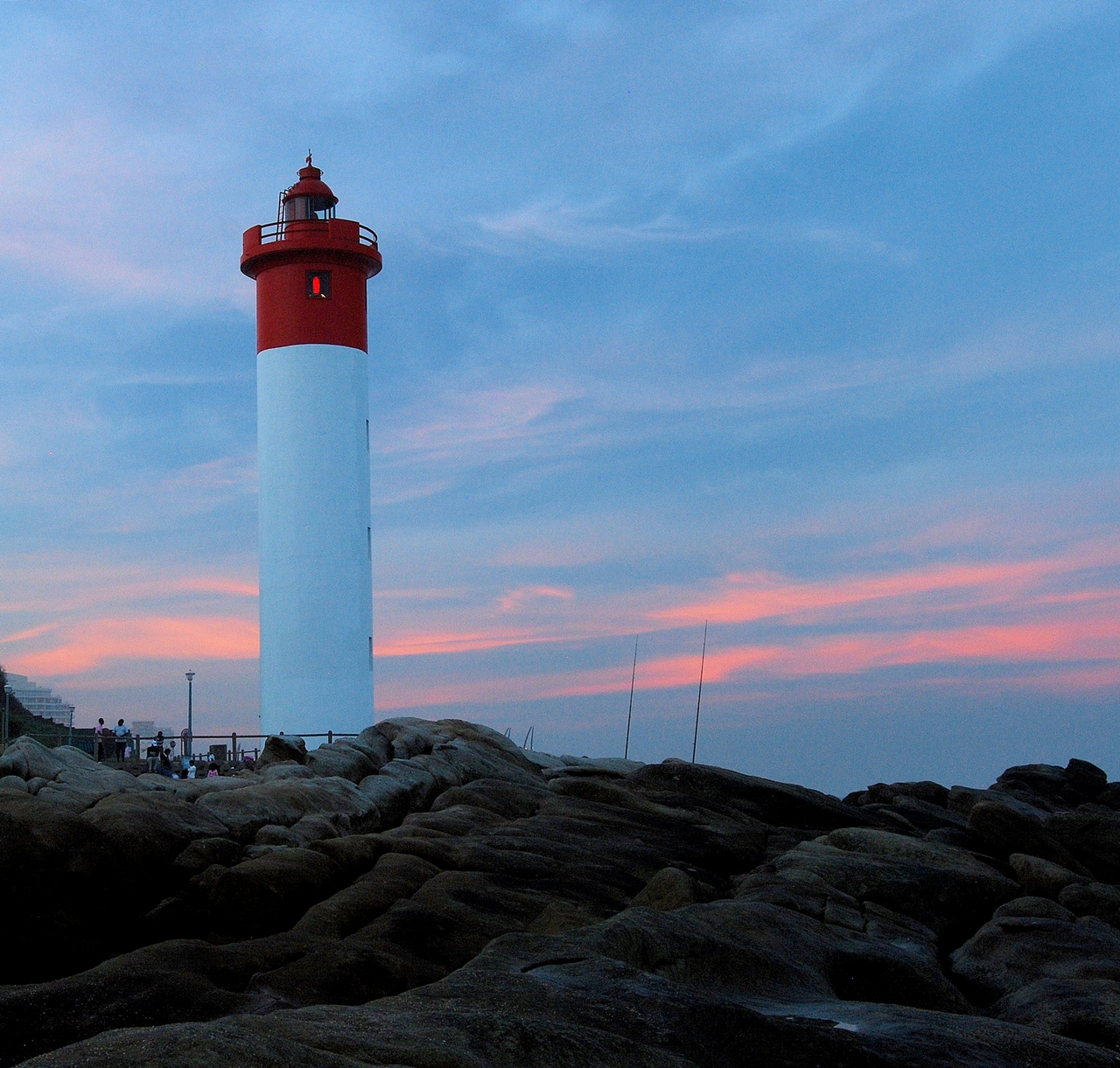
Umhlanga Rocksvuurtoren
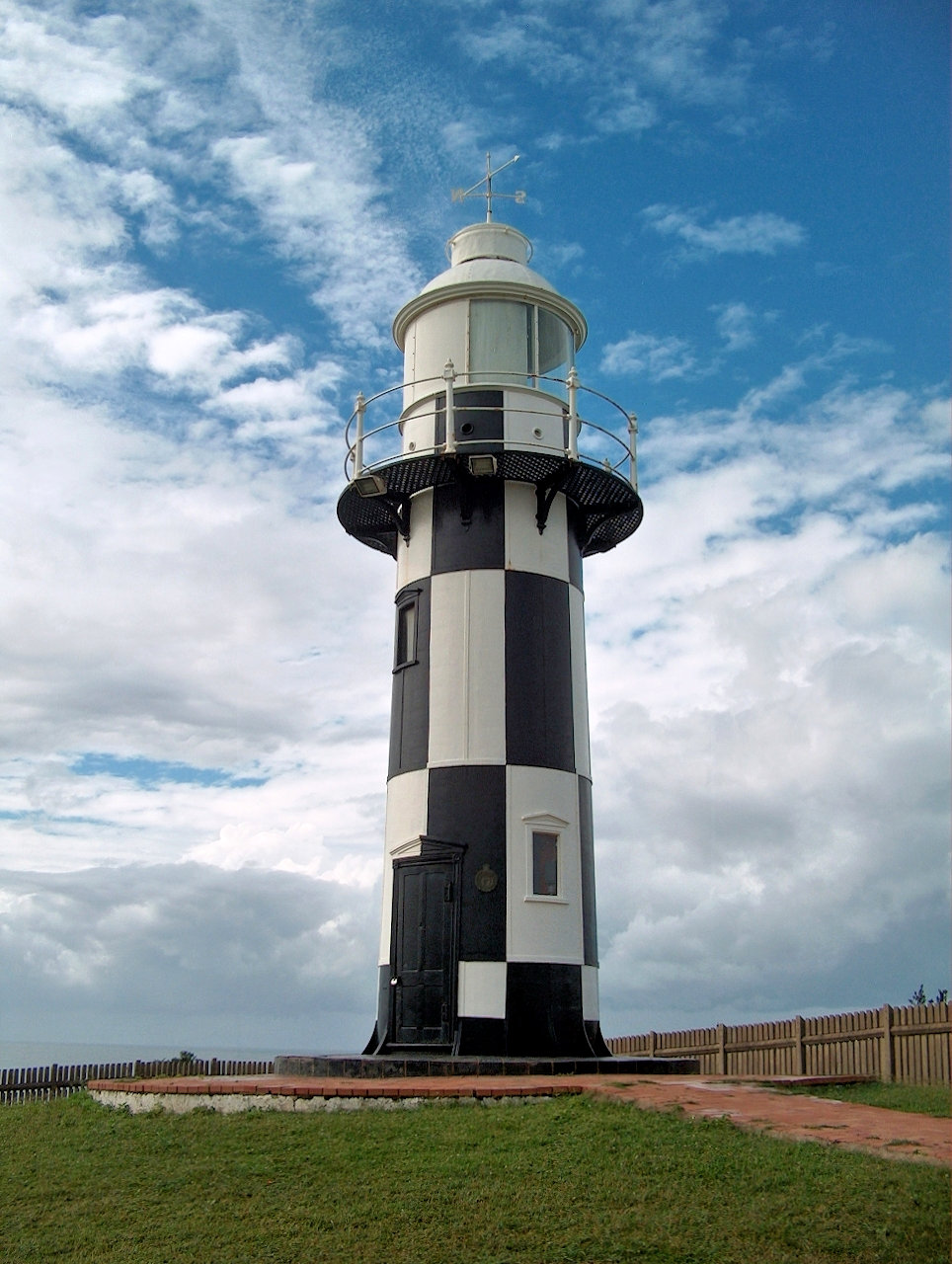
Port Shepstonevuurtoren